# Pseudochazara droshica
Pseudochazara droshica is een vlinder uit de familie van de Nymphalidae, uit de onderfamilie van de Satyrinae. De soort is voor het eerst wetenschappelijk beschreven door Harry Christopher Tytler in een publicatie uit 1926.

## Verspreiding
De soort komt voor in de Chitralvallei in Noord-Pakistan.

## Vliegtijd
De vlinder vliegt van eind juli tot begin augustus.